# La Jonchère-Saint-Maurice
La Jonchère-Saint-Maurice település Franciaországban, Haute-Vienne megyében. Lakosainak száma 802 fő (2022. január 1.). La Jonchère-Saint-Maurice Jabreilles-les-Bordes, Les Billanges, Saint-Laurent-les-Églises és Saint-Léger-la-Montagne községekkel határos.

## Népesség
A település népességének változása:
| Lakosok száma | 818  | 816  | 826  | 824  | 831  | 839  | 826  | 814  | 802  |
|               | 2013 | 2015 | 2016 | 2017 | 2018 | 2019 | 2020 | 2021 | 2022 |